# تری‌فلوئورید فسفر
تری‌فلوئورید فسفر (به انگلیسی: Phosphorus trifluoride) با فرمول شیمیایی PF۳ یک ترکیب شیمیایی با شناسه پاب‌کم ۶۲۶۶۵ است. که جرم مولی آن 87.968971 g/mol می‌باشد. شکل ظاهری این ترکیب، گاز بی‌رنگ است.